# Lorenzo Salazar Alvarado
Lorenzo Salazar Alvarado (1813-1871) fue un militar costarricense, héroe de la Campaña Nacional de 1856-1857. Su acción durante la Batalla de Rivas el 11 de abril de 1856 para el triunfo centroamericano en la guerra contra los filibusteros de William Walker, al evitar la caída del alto mando costarricense en manos del enemigo. Posteriormente, junto a Máximo Blanco, derrocó al presidente Juan Rafael Mora Porras en 1860. Por una década, Blanco y Salazar controlaron el país hasta que fueron depuestos por Jesús Jiménez Zamora en 1868.